# Ninh Bình (xã)
Ninh Bình là một xã thuộc thị xã Ninh Hòa, tỉnh Khánh Hòa, Việt Nam.
Xã Ninh Bình có diện tích 13,67 km², dân số năm 1999 là 9.971 người, mật độ dân số đạt 729 người/km².